# Tichon Mitrochin
Tichon Borisowicz Mitrochin (ros. Тихон Борисович Митрохин, ur. 25 czerwca 1902 we wsi Marjino w guberni kałuskiej, zm. 18 stycznia 1980 w Moskwie) – radziecki polityk, ludowy komisarz/minister przemysłu gumowego ZSRR (1941-1948).
1916-1918 uczył się w seminarium nauczycielskim w Kozielsku, 1918-1919 słuchacz kursów pedagogicznych w Kozielsku, od listopada 1919 do maja 1920 w oddziale partyzanckim w Kozielsku, 1920-1921 uczeń technikum sadowniczego. Od 1921 kierownik wydziału i sekretarz powiatowego komitetu Komsomołu, 1922-1923 studiował na Wydziale Nauk Społecznych 1 Moskiewskiego Uniwersytetu Państwowego, 1923-1924 inspektor gubernialnego komitetu Komsomołu guberni moskiewskiej, 1924-1926 studiował w Leningradzkim Instytucie Politechnicznym, 1925 wstąpił do WKP(b). Od lutego 1926 do września 1927 sekretarz komitetu Komsomołu Leningradzkiego Instytutu Politechnicznego, od stycznia 1929 do marca 1936 inżynier w Ludowym Komisariacie Przemysłu Ciężkiego ZSRR, później szef wydziału w kombinacie chemicznym w Leningradzie, a od sierpnia 1937 do kwietnia 1938 dyrektor tego kombinatu. Od kwietnia 1938 do sierpnia 1939 dyrektor fabryki "Krasnyj trieugolnik" w Leningradzie, od sierpnia 1939 do marca 1941 dyrektor fabryki gumowych wyrobów technicznych w Leningradzie, od 28 marca 1941 do 2 sierpnia 1948 ludowy komisarz/minister przemysłu gumowego ZSRR. Od sierpnia 1948 do lutego 1950 zastępca ministra, a od lutego 1950 do lipca 1957 I zastępca ministra przemysłu chemicznego ZSRR, później szef wydziału przemysłu chemicznego Państwowej Komisji Planowania Rosyjskiej FSRR, od 8 lipca 1957 do 13 czerwca 1958 minister Rosyjskiej FSRR. Od lutego 1960 na emeryturze. Deputowany do Rady Najwyższej Rosyjskiej FSRR 2 kadencji. Odznaczony trzema Orderami Lenina i Orderem Czerwonego Sztandaru Pracy.